# Gastrocoptidae
Gastrocoptidae zijn een familie van weekdieren uit de klasse van de Gastropoda (slakken).

## Taxonomie
De volgende geslachten zijn bij de familie ingedeeld:
- Gastrocopta Wollaston, 1878
- Ptychalaea O. Boettger, 1889

- Acinolaemus F. G. Thompson & Upatham, 1997
- Anauchen Pilsbry, 1917
- Angustopila Jochum, Slapnik & Páll-Gergely, 2014
- Aulacospira Möllendorff, 1890
- Bensonella Pilsbry & Vanatta, 1900
- Boysia L. Pfeiffer, 1849
- Boysidia Ancey, 1881
- Campolaemus Pilsbry, 1892
- Gyliotrachela Tomlin, 1930
- Hypselostoma Benson, 1856
- Krobylos Panha & Burch, 1999
- Pseudostreptaxis Möllendorff, 1890
- Tonkinospira Jochum, Slapnik & Pall-Gergely, 2014